# Ostoja Borzyszkowska
Ostoja Borzyszkowska este o arie protejată (sit de importanță comunitară — SCI) din Polonia întinsă pe o suprafață de 6.454,19 ha, integral pe uscat.

## Localizare
Centrul sitului Ostoja Borzyszkowska este situat la coordonatele 53°59′38″N 17°19′38″E / 53.9938°N 17.3272°E.

## Înființare
Situl Ostoja Borzyszkowska a fost declarat sit de importanță comunitară în octombrie 2009 pentru a proteja 2 specii de plante și 1 specie de animale.

## Biodiversitate
Situată în ecoregiunea continentală, aria protejată conține 11 habitate naturale: Cursuri de apă de la nivel de câmpie la nivel montan, cu vegetație Ranunculion fluitantis și Callitricho-Batrachion, Pajiști uscate europene, Mlaștini turboase de tranziție și turbării mișcătoare, Mlaștini calcaroase cu Cladium mariscus și specii de Caricion davallianae, Mlaștini alcaline, Păduri de stejar sau de stejar și carpen sub-atlantice și medio-europene de Carpinion betuli, Ape oligotrofe din câmpii nisipoase, cu un conținut foarte redus de minerale (Littorelletalia uniflorae), Ape stătătoare oligotrofe până la mezotrofe, cu vegetație de Littorelletea uniflorae și/sau de Isoëto-Nanojuncetea, Ape puternic oligomezotrofe cu vegetație bentonică cu Chara spp., Lacuri eutrofice naturale cu vegetație de tip Magnopotamion sau Hydrocharition, Lacuri și iazuri distrofice naturale.
La baza desemnării sitului se află mai multe specii protejate:
- plante (2): moșișoare (Liparis loeselii), Luronium natans
- mamifere (1): castor (Castor fiber)